# Kathásaritságara
Kathásaritságara (Dévanágarí कथासरित्सागर Oceán příběhů) je soubor rámcově spjatých vyprávění nejrůznějšího charakteru, který podle různých pramenů i ústní tradice v sanskrtu sepsal v druhé polovině 11. století (mezi lety 1063 až 1077) brahmánský básník a učenec z Kašmíru Sómadéva, a to pro královnu Súrjavatí, choť krále Ananty, aby v těžkých dobách krvavých bojů a zmatků našla v knize pestrých příběhů rozptýlení a útěchu.
Oceán příběhů je důležitý pramen staroindické slovesnosti. Vychází z mnohem staršího ztraceného díla Brhatkathá (Velké vyprávění), představuje vlastně jakýsi koncentrát staroindických vyprávění a je napsán v elegantních dvojverších zvaných šlóky patřících ke tradičním vyjadřovacím prostředkům staroindické epiky. Obsahuje bajky, pohádky, anekdoty o zlodějích a kurtizánách, dobrodružné, milostné a hrdinské historie, mýty o bozích, pověsti o asketech i hrůzostrašné povídky o démonech.

## Česká vydání
- Kathásariságaras, svod milostných pohádek indických, Karel Stanislav Sokol, Praha 1909, přeložil Vincenc Lesný,
- Démonovy povídky, SNKLHU, Praha 1956, přeložil Oldřich Friš, znovu Argo, Praha 2008,
- Oceán příběhů, Odeon, Praha 1981, přeložil Dušan Zbavitel, dva svazky.